# Космос-1625
Космос-1625 је један од преко 2400 совјетских вјештачких сателита лансираних у оквиру програма Космос.
Космос-1625 је лансиран са космодрома Тјуратам, Бајконур, СССР, 23. јануара 1985. Ракета-носач је поставила сателит у орбиту око планете Земље. Маса сателита при лансирању је износила 3000 килограма. Космос-1625 је био војни извиђачки сателит за праћење флоте.